# Carbon-Based Anatomy
Carbon-Based Anatomy — мини-альбом американской метал-группы Cynic. Релиз состоялся 11 ноября 2011 года на лейбле Season of Mist.

## Об альбоме
Carbon-Based Anatomyсостоит из шести ранее не публиковавшихся песен. Титульный трек, однако, является интерпретацией сингла группы Æon Spoke под названием «Homosapien». Примечательно, что музыканты уже совершали подобный ход: композиция «Integral Birth» с альбома Traced in Air имеет сходство с песней «When Sunrise Skirts the Moor», также входящей в репертуар Æon Spoke. Диск, как и все предыдущие работы Cynic, оформлен Роберто Венозой. Незадолго до выхода Carbon-Based Anatomy художник ушёл из жизни.
Три из шести треков мини-альбома («Amidst the Coals», «Bija!» и «Hieroglyph») стилистически близки жанру эмбиент, что в прошлом для группы характерно не было. Так как двое музыкантов — Таймон Круиденьер и Робин Зилхорст — покинули коллектив, все гитарные партии были записаны Полом Масвидалом. Партия для бас-гитары была сочинена и записана Шоном Мелоуном, принимавшим участие во всех студийных работах группы, за исключением Re-Traced.

## Список композиций
1. «Amidst the Coals» — 2:11
2. «Carbon-Based Anatomy» — 6:24
3. «Bija!» — 2:27
4. «Box Up My Bones» — 5:32
5. «Elves Beam Out» — 3:59
6. «Hieroglyph» — 2:28

## Участники записи
- Пол Масвидал — вокал, гитара, синтезатор
- Шон Рейнерт — ударные, перкуссия, клавишные
- Шон Мелоун — бас-гитара, Чапмэн стик
- Эми Коррейа — вокал (женский)